# فيليب كالفرت
فيليب كالفرت (بالإنجليزية: Phillip Calvert)‏ هو سياسي أمريكي، ولد في 1626 بإنجلترا في المملكة المتحدة، وتوفي في 1682.